# Agave utahensis
Agave utahensis ist eine Pflanzenart aus der Gattung der Agaven (Agave). Das Artepitheton utahensis verweist auf das Vorkommen der Art im US-amerikanischen Bundesstaat Utah. Sie ist die am nördlichsten vorkommende Art der Gattung. Englische Trivialnamen sind „Utah Agave“ und „Yant“.

## Beschreibung
Agave utahensis bildet kleine, kompakte Gruppen mit Wuchshöhen von 10 bis 30 cm und 25 bis 40 cm Durchmesser. Die gelbgrünen bis bläulichen, variabel angeordneten, steifen oder gebogenen, linealischen bis lanzettförmigen Blätter mit dem kurzen, spitzen, grauen bis braunen Enddorn sind bis 30 cm lang und 20 bis 30 mm breit. Die Blattränder sind unregelmäßig gezahnt.
Der rispige oder traubenartige Blütenstand wird 150 bis 350 cm hoch. Die becherartigen gelben Blüten sind 25 bis 30 mm lang und 9 bis 12 mm breit.
Die eiförmigen bis länglichen, dreikammerigen Kapselfrüchte sind 9 bis 12 mm lang und bis 8 mm breit. Die schwarzen, glänzenden Samen messen 2 bis 3 mm im Durchmesser.
Die Blühperiode reicht von Mai bis Juni.

## Systematik und Verbreitung
Agave utahensis ist im Südwesten der Vereinigten Staaten in den Bundesstaaten Kalifornien, Utah, Nevada und Arizona in verschiedenen Bodenformationen an steinigen Hängen, in Grasland, Wüsten- und Gebirgsregionen und offenem Waldland in 1000 bis 1700 m Höhe verbreitet. Sie ist mit Yucca elata subsp. utahensis, Yucca baccata sowie zahlreichen Kakteenarten wie Sclerocactus parviflorus subsp. havasupaiensis, Navajoa peeblesiana subsp. fickeiseniorum, Escobaria missouriensis subsp. marstonii, Echinocactus polycephalus subsp. xeranthemoides und Echinocereus triglochidiatus subsp. mojavensis vergesellschaftet.
Die Erstbeschreibung durch George Engelmann wurde 1871 veröffentlicht. Ein Synonym ist Agave haynaldii var. utahensis (Engelm.) A.Terracc. (1885).
Es werden folgende Unterarten unterschieden:
- Agave utahensis subsp. utahensis
- Agave utahensis subsp. kaibabensis (McKelvey) Gentry

Die Art gehört in die Untergattung Littaea und wird dort der Urceolatae-Gruppe zugeordnet. Agave utahensis kann bei trockenem Stand kurze Frostperioden bis minus 15 °C vertragen, während Unterart Agave utahensis subsp. kaibabensis der South-Rim-Region am Grand Canyon in 2000 m Höhe Fröste bis minus 20 °C übersteht.

## Galerie

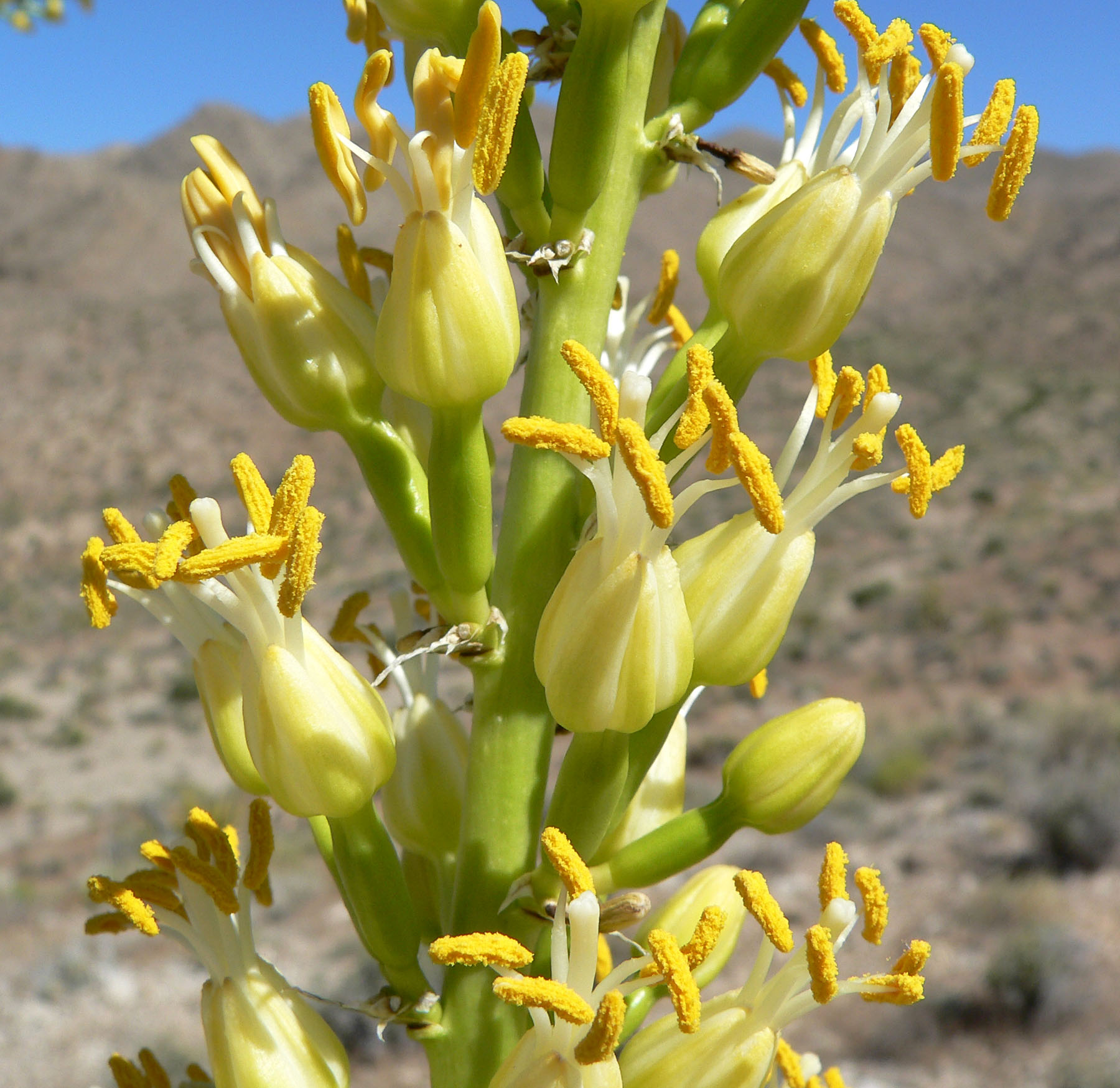
Blüten
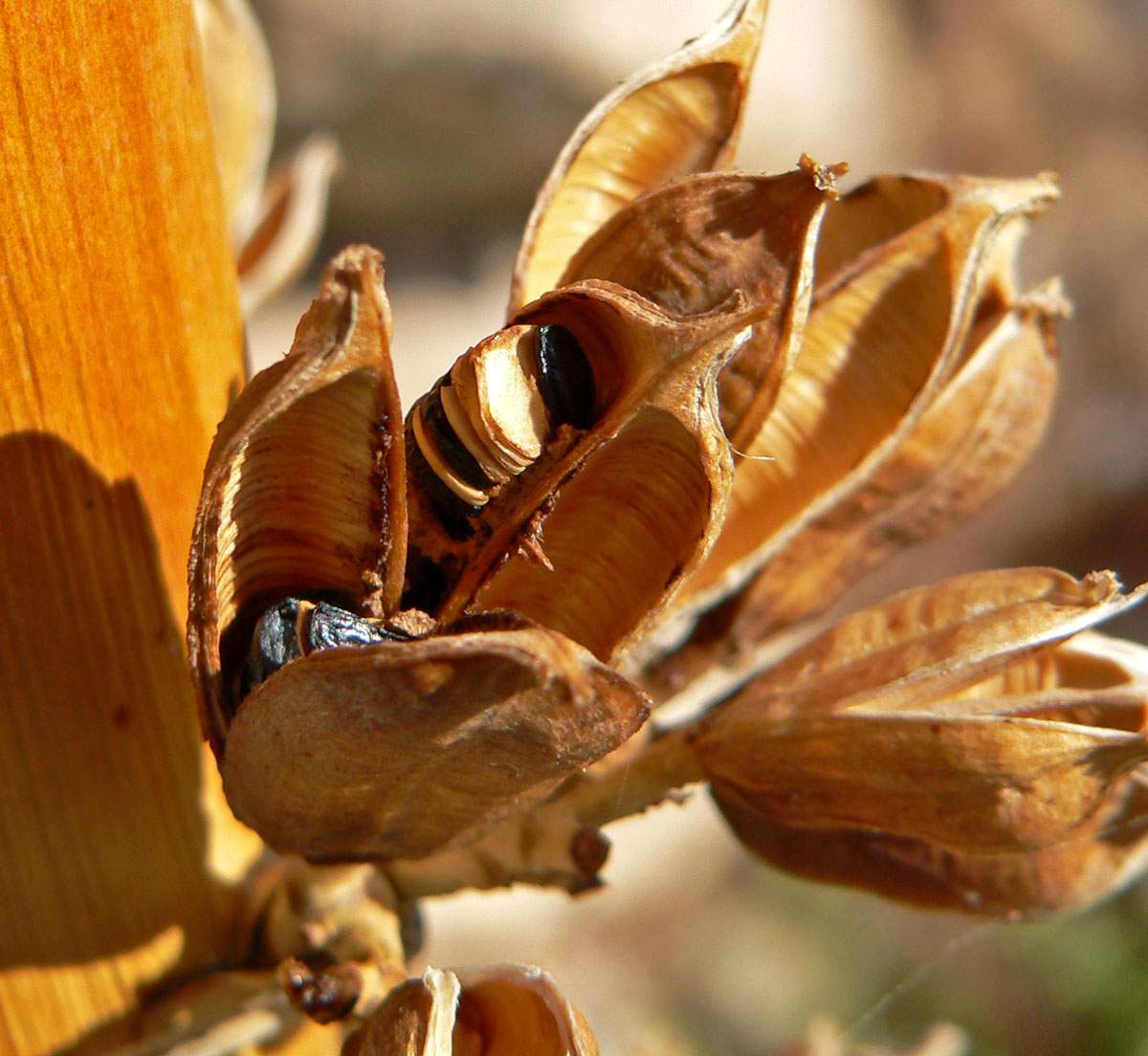
Aufgeplatzte Samenkapseln
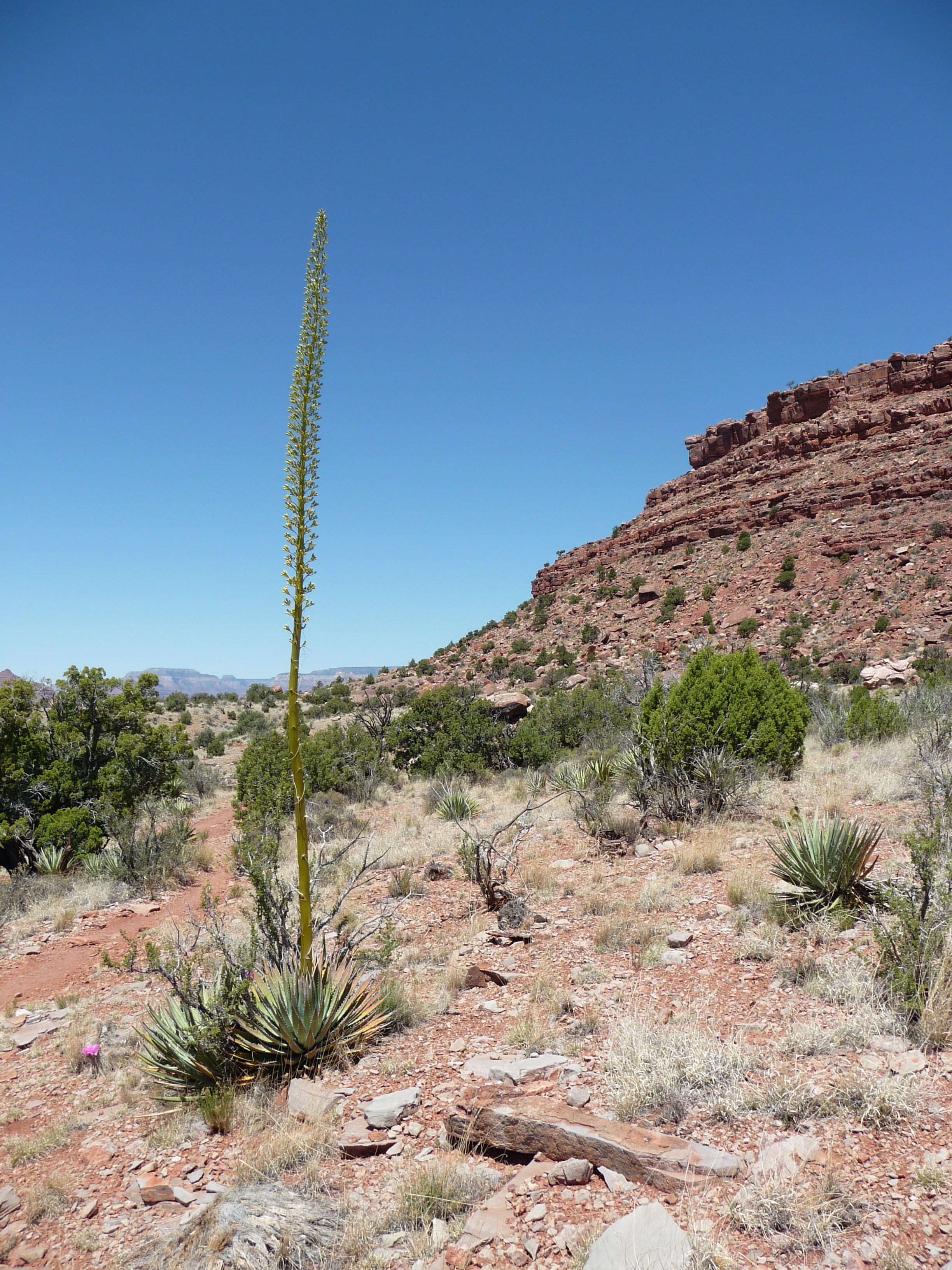
Blühende Agave utahensis

## Nachweise
- August J. Breitung: Agave utahensis. In: The Agaves. The Cactus & Succulent Journal Yearbook, 1968, S. 21.
- Howard Scott Gentry: Agave utahensis. In: Agaves of Continental North America. The University of Arizona Press, 1982, ISBN 0-8165-0775-9, S. 257–259.
- Zlatko Janeba: Komplex Agave utahensis. In: Kaktusy Special 2. 2010, S. 5–14.
- James L. Reveal, Wendy C. Hodgson: Agave utahensis. In: Flora of North America. Oxford University Press, 2002, S. 450–451 (online).
- Joachim Thiede: Agave utahensis. In: Urs Eggli (Hrsg.): Sukkulenten-Lexikon. Einkeimblättrige Pflanzen (Monocotyledonen). Eugen Ulmer, Stuttgart 2001, ISBN 3-8001-3662-7, S. 69.